# ブレイズ・アレクサンダー
ブレイズ・チャニー・アレクサンダー（Blaze Chanee Alexander, 1999年6月11日 - ）は、 アメリカ合衆国フロリダ州リー郡ケープコーラル出身のプロ野球選手（内野手）。右投右打。MLBのアリゾナ・ダイヤモンドバックス所属。

## 経歴
2018年のMLBドラフト11巡目（全体339位）でアリゾナ・ダイヤモンドバックスから指名され、プロ入り。契約後、傘下のルーキー級アリゾナリーグ・ダイヤモンドバックスでプロデビュー。パイオニアリーグのルーキー級ミズーラ・オスプレイでもプレーし、2チーム合計で55試合に出場して打率.329、5本塁打、42打点、10盗塁を記録した。
2019年はA級ケーンカウンティ・クーガーズでプレーし、97試合に出場して打率.262、7本塁打、47打点、14盗塁を記録した。
2020年はCOVID-19の影響でマイナーリーグの試合が開催されなかったため、公式戦への出場は無かった。
2021年はA+級ヒルズボロ・ホップスでプレーし、92試合に出場して打率.218、10本塁打、38打点、17盗塁を記録した。
2022年はルーキー級アリゾナ・コンプレックスリーグ・ダイヤモンドバックス、AA級アマリロ・ソッドプードルズ、AAA級リノ・エーシズでプレーし、3チーム合計で98試合に出場して打率.301、20本塁打、59打点、10盗塁を記録した。オフの11月15日にルール・ファイブ・ドラフトでの流出を防ぐために40人枠入りした。
2023年はルーキー級アリゾナ・コンプレックスリーグ・ダイヤモンドバックス（レッド及びブラック）、AAA級リノでプレーし、3チーム合計で52試合に出場して打率.292、8本塁打、52打点、2盗塁を記録した。
2024年の開幕はメジャーで迎えた。メジャーデビューとなったシーズン開幕戦の3月28日のコロラド・ロッキーズ戦にて「7番・指名打者」で先発出場して初安打・初打点を記録した。

## 家族
3歳年上の兄のCJ・アレクサンダーもプロ野球選手（内野手）である。CJもブレイズと同じく2018年にMLBドラフト20巡目（全体592位）でアトランタ・ブレーブスから指名されてプロ入りし、2024年にカンザスシティ・ロイヤルズでメジャーデビューを果たしている。
また、叔父にも元メジャーリーガー（投手）のダン・プリーサックがおり、その甥（ブレイズにとっては従兄弟にあたる）にも同じくメジャーリーガー（投手）のザック・プリーサックがいる。

## 詳細情報

### 背番号
- 9（2024年 - ）